# Kloster Hilariberg

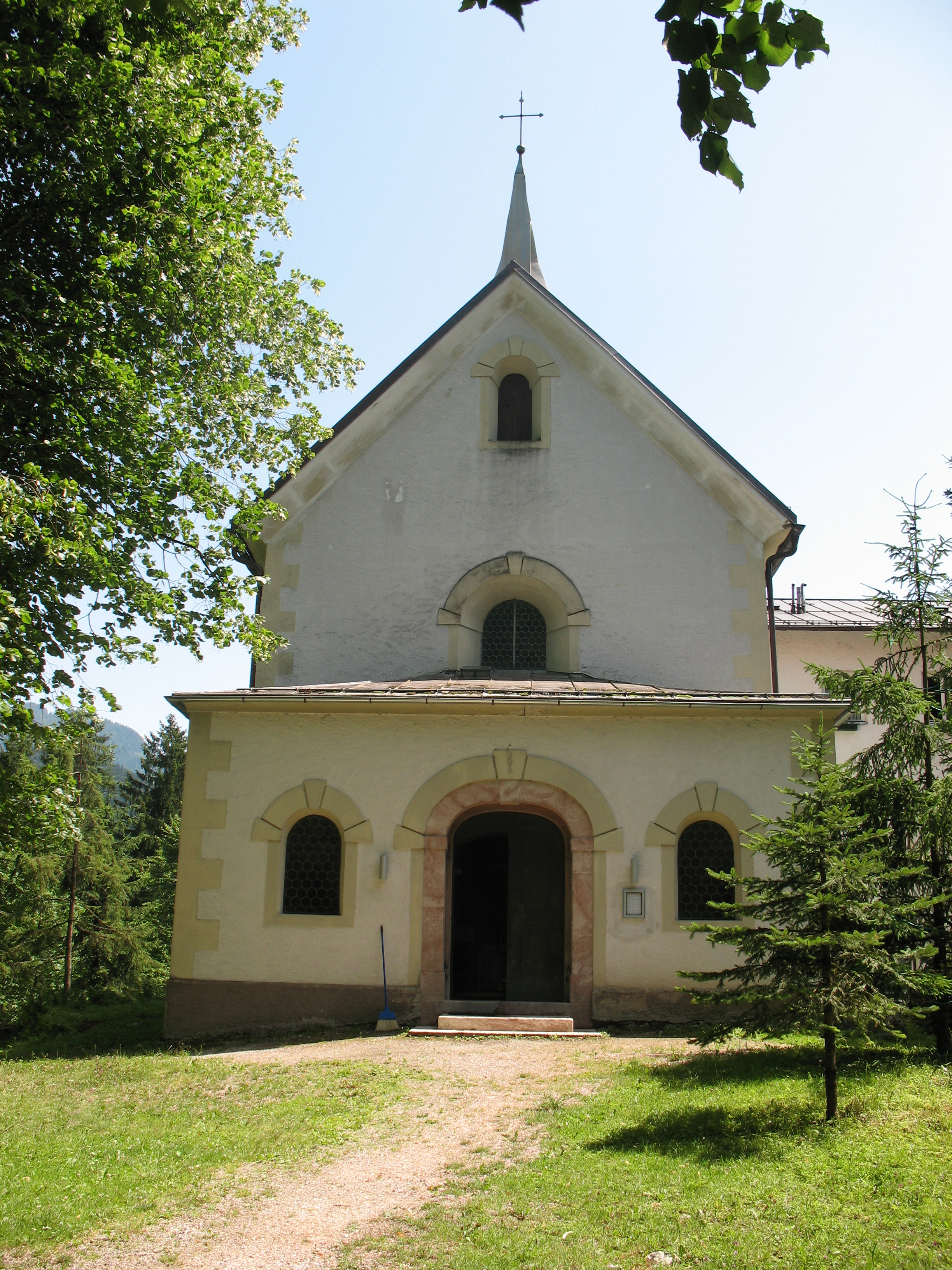
Klosterkapelle Maria auf dem Karmel (2012)

Das Kloster Hilariberg steht in einem Wald auf einem kleinen Hügel im Nordwesten der Gemeinde Kramsach im Bezirk Kufstein in Tirol.
Im Jahre 1689 gründete ein Karmeliter namens Hilari (auch: Hilerian oder Hilarion) auf dem jetzt sogenannten Hilaribergl eine Einsiedelei mit der Kapelle Maria auf dem Karmel. Sie ist eigentlich eine Wallfahrtskirche, wurde 1746 verändert und 1910 umgebaut. Das Patroziniumsfest wird am 16. Juli, am Skapulierfest, begangen. 1913 übernahm der Orden der Kamillianer das Gebäude. Von 1971 bis 2010 waren Dominikanerinnen im Kloster, es zählte in dieser Zeit zur österreichischen Union der Dominikanerinnen. Die Kapelle steht in einem Gebäudeverbund mit einem südlich und westlich angebauten Kloster.
Die Kapelle ist ein schlichter Bau mit einer Vorhalle, einem zweijochigen Langhaus unter einem Tonnengewölbe mit Stichkappen, und einem stark eingezogenen einjochigen Chor unter einem Kreuzgewölbe und einer halbrunden Konche als Abschluss. Die Kapelle hat nördlich und südlich Rundbogenportale und in der Wand hochliegende Rundbogenfenster.
Der neu zusammengestellte Hochaltar zeigt das Gnadenbild vom Berge Karmel, das Urbild ist in der Kirche Santa Maria della Bruna in Neapel, und trägt die Figuren der hll. Joachim und Anna, im Weiteren die Konsolstatuen Stephanus und Laurentius. Die Schnitzfigur Unser Herr im Elend ist aus dem 17. Jahrhundert. Zwei Bilder der Heiligen Kamillus und Notburga malte 1950 der Maler Wolfram Köberl.